# アン・ラドクリフ

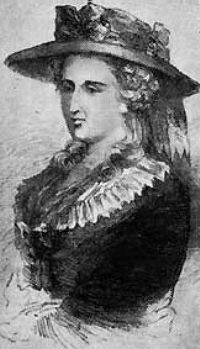
アン・ラドクリフ

アン・ラドクリフ（Ann Radcliffe 1764年7月9日 - 1823年2月7日) はイギリスの小説家。ゴシック小説の大家として知られ、代表作は『ユードルフォの秘密』と『イタリアの惨劇』。

## 生涯
ロンドンに貿易商の父親のもとにアン・ウォードという名で産まれる。アンは一人っ子だった。母親のいとこは国王ジョージ3世に仕える医師だった。22歳の時にバースで『イギリス年鑑』の編集に関与した事もあるジャーナリスト、ウィリアム・ラドクリフと結婚、その後に小説を書き始めた。夫妻に子供はいなかった。生前に5つのゴシック小説を発表し、アンは1823年に亡くなった。肺炎が死因だと考えられている。

## 主な作品
- The Castles of Athlin and Dunbayne (1 volume), 1789年
- A Sicilian Romance (2 vols.) 1790年
- The Romance of the Forest (3 vols.) 1791年
  - 『森のロマンス』三馬志伸訳、作品社、2023年
- The Mysteries of Udolpho (4 vols.) 1794年
  - 『ユードルフォの秘密』全2巻、三馬志伸訳、作品社、2021年
- The Italian (3 vols.) 1797年
  - 『イタリアの惨劇』全2巻、野畑多恵子訳、国書刊行会、1978年
- Gaston de Blondeville (4 vols.) 1826年